# Fredskåren

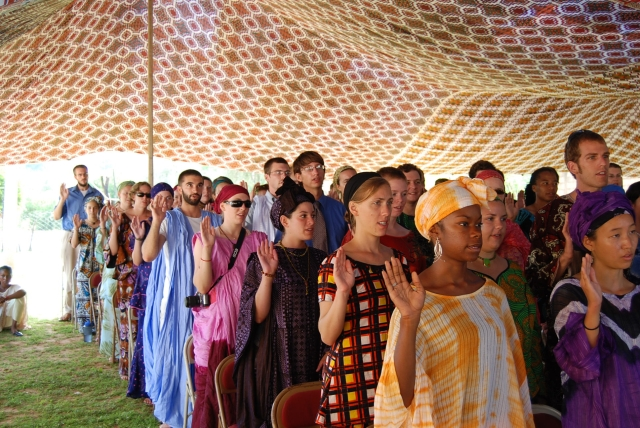
Edsavläggelse av nya frivilliga i Mauretanien.

Fredskåren, The Peace Corps, är en oberoende, federal organisation i USA. Den grundades den 1 mars 1961 på exekutiv order (nummer 10924) av president John F. Kennedy, och godkändes av kongressen den 22 september 1961.